# Chuyến bay 293 của Miami Air

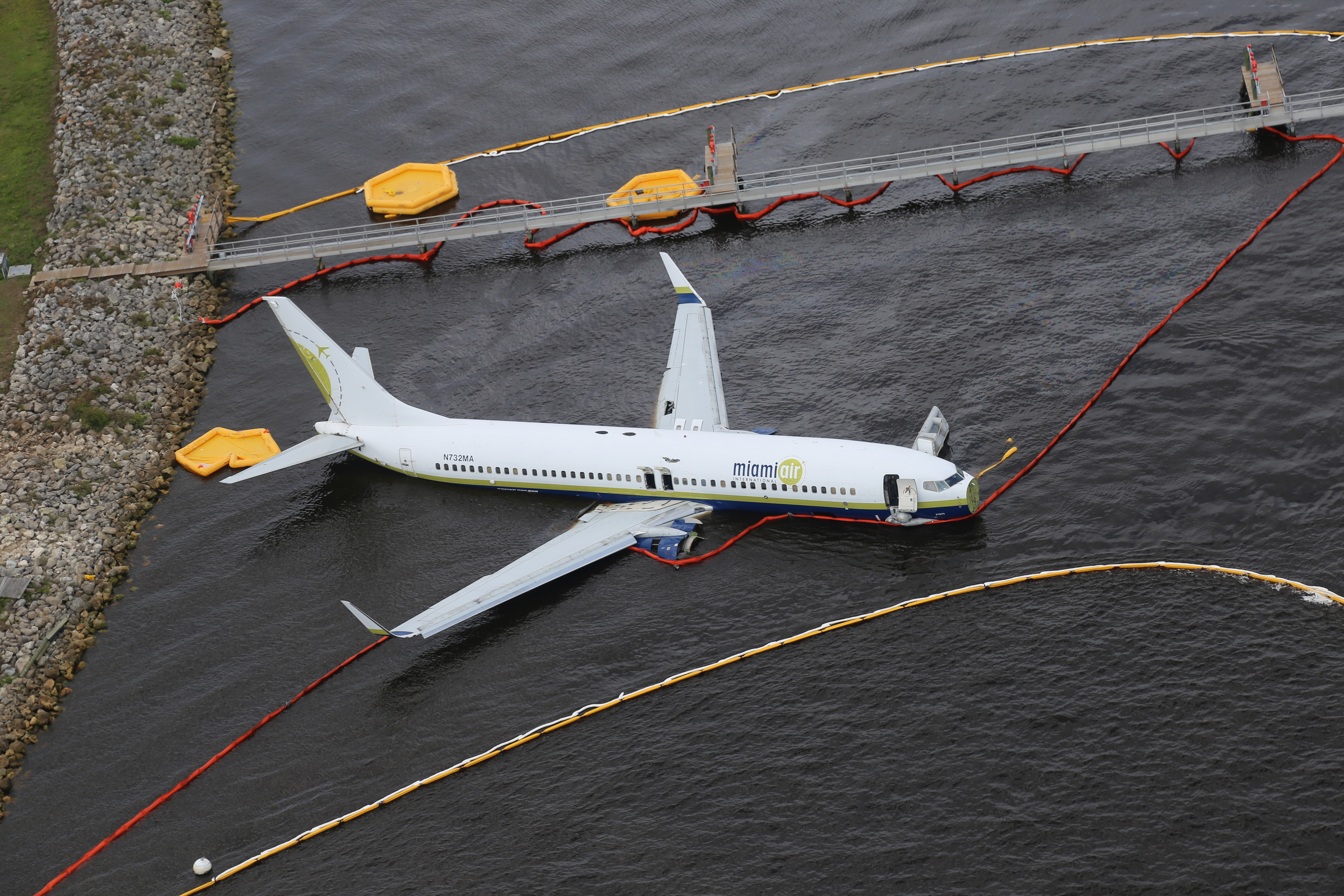
Máy bay nằm trên sông

Chuyến bay 293 của Miami Air là một dịch vụ thuê chuyến quân sự được lên lịch thường xuyên từ vịnh Guantánamo đến Trạm hàng không Hải quân Jacksonville, do Miami Air International khai thác vào ngày 4 tháng 5 năm 2019. Nó phục vụ cho việc vận chuyển quân nhân và dân thường liên quan. Máy bay, một chiếc Boeing 737-800, trượt khỏi đường băng vào sông St. John, nơi có các dịch vụ khẩn cấp, bao gồm hơn 50 lính cứu hỏa, đã giải cứu tất cả hành khách và phi hành đoàn. Tuy nhiên, máy bay không bao giờ bị chìm và không có nước vào cabin trước khi đội cứu hộ đến. 21 người bị thương và được chuyển đến bệnh viện, nhưng không có thương tích nghiêm trọng. Các nhà chức trách lo ngại về việc nhiên liệu lan rộng trên sông và đang nỗ lực để chứa nó. Để đối phó với vụ việc, Tổng thống Mỹ Donald Trump đã liên lạc với thị trưởng thành phố Jacksonville, Lenny Curry. Vụ việc đang được Ủy ban An toàn Giao thông Quốc gia, Boeing và Hải quân Hoa Kỳ điều tra.